# Bryan Talbot
Bryan Talbot es un artista y escritor de cómic británico. Es mundialmente conocido por su historia Las Aventuras de Luther Arkwright y su secuela El Corazón del Imperio.

## Biografía
Talbot comenzó a trabajar en cómics underground a finales de los 60. En 1969 apareció su primer trabajo como ilustrador en Mallorn, la revista de la Tolkien Society, seguida en 1972 por una tira semanal en la revista de la Universidad.
Después de dejar la universidad continuó dibujando produciendo Brainstorm Comix, cuyos tres primeros números formaron La Trilogía de Chester P. Hackenbush (personaje adaptado posteriormente por Alan Moore como Chester Williams en La Cosa del Pantano).
Comenzó Las Aventuras de Luther Arkwright en 1978, primero en Near Myths y posteriormente en diferentes publicaciones a lo largo de los años, siendo recopilada finalmente en un solo volumen por Never Ltd.. Es considerada junto con When the Wind Blows una de las primeras novelas gráficas británica, aunque la versión seriada de Arkwright apareció unos meses antes.
Las Aventuras de Luther Arkwright es una mezcla de géneros desde el histórico a la ciencia ficción, pasando por el espionaje o supernatural en donde Talbot usa técnicas narrativas experimentales eliminando líneas de movimiento, onomatopeyas entre otras innovaciones y supuso una influencia en otros autores.
En 1982 dibujó ilustraciones para revistas musicales de pop, así como la tira underground de ciencia ficción ScumWorld en la revista de música semanal Sounds.
A principios y mediados de los ochenta trabajó como dibujante en algunas series de la revista 2000 AD, haciendo Nemesis the Warlock, así como Judge Dredd y Sláine.
Otra de sus historias más destacadas es Historia de una Rata Mala donde aborda el tema de cómo una niña se sobrepone al trauma de sufrir abusos sexuales yendo a los lugares donde vivió la autora de libros infantiles Beatrix Potter . En 1998 apareció en la lista de lecturas recomendada por el New York Times y es usada como libro de textos en algunas escuelas y universidades, así como en centros de ayuda a niños que han sufrido abusos. 
En los 90 Talbot empezó a trabajar para el mercado estadounidense, principalmente para DC, en títulos como Hellblazer, The Sandman y Batman. También colaboró en The Nazz de Tom Veitch y trabajó con el hermano de Tom, Rick Veitch, en Teknophage, una de las miniseries que dibujó para Tekno Comix.
Además ha dibujado para Fabulas de Bill Willingham, así como Los Detectives Muertos y realizado la continuación de Las Aventuras de Luther Arkwright titulada El Corazón del Imperio.
En 2006, apareció la novela gráfica Metronome, un existencialista poema erótico visual escrito bajo el pseudónimo Véronique Tanaka. En el año 2009 Bryan Talbot reconoció la autoría del mismo.
En el año 2007 publicó Alicia en Sunderland, en la que documenta las conexiones entre Lewis Carroll y Alice Liddell, con la ciudad de Sunderland y el condado de Wearside. También escribió y dibujo los bocetos de Cherubs!, a la describe como "una trepidante e irreverente comedia sobrenatural de aventuras."
En diciembre de ese mismo año NBM publicó El Arte de Bryan Talbot donde se recopilaban ilustraciones dibujadas por Talbot para revistas y libros durante 30 años.
Su último trabajo hasta la fecha (enero de 2010) lo publicó en septiembre de 2009: Grandville, un steampunk thriller de detectives. Esta puede ser la primera de una serie de 4 o 5 novelas gráficas.

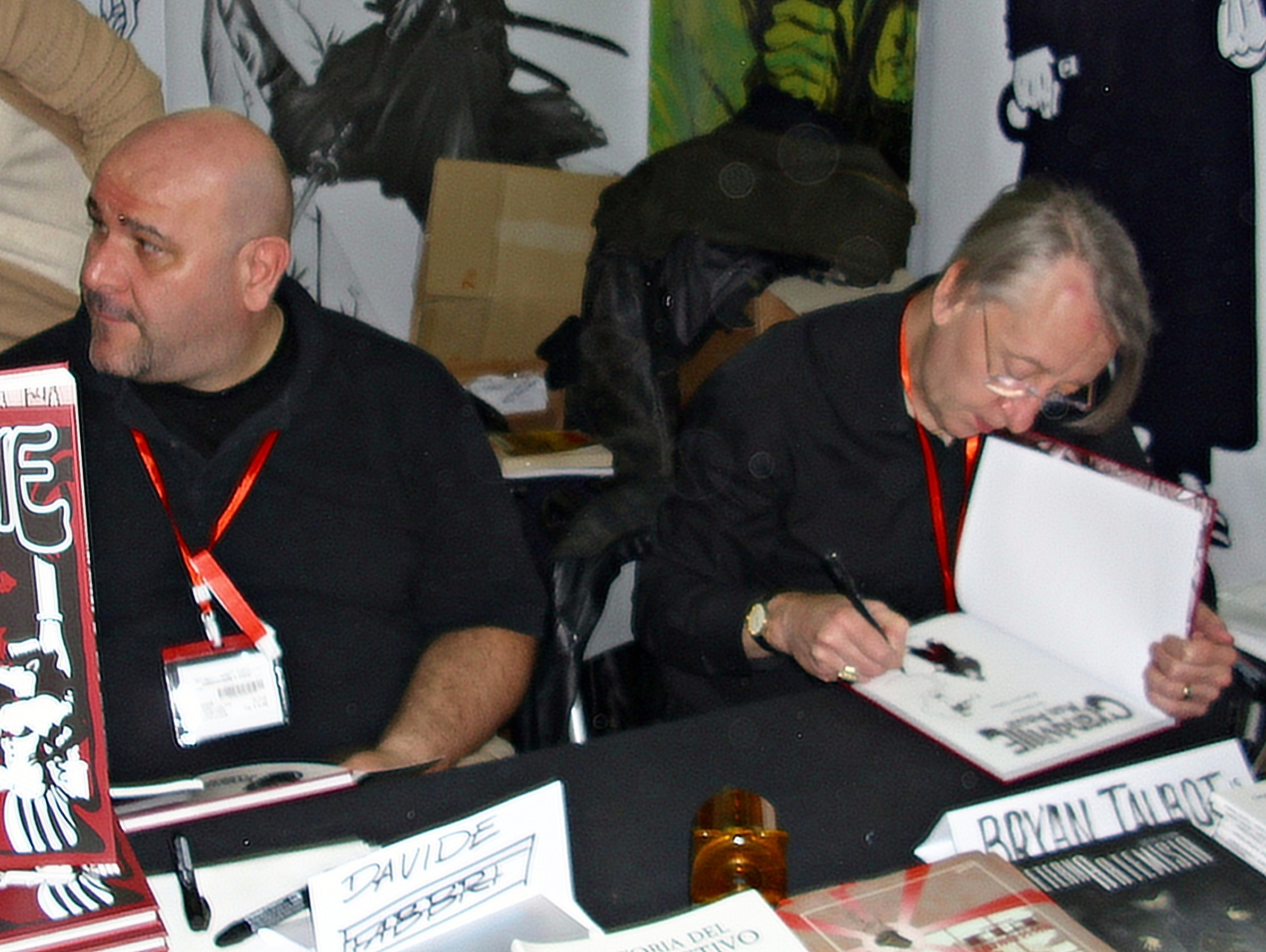
Davide Fabbri y Bryan Talbot, éste con un ejemplar de Grandville, en la edición del 2012 de la Feria de Luca.